# ميلاني غروفز
ميلاني غروفز (بالإنجليزية: Melanie Groves)‏ هي لاعبة كرة الشبكة أسترالية، ولدت في 6 أكتوبر 1979.